# Дзядко Філіп Вікторович
Філіп Вікторович Дзядко (нар.. 12 березня 1982) — російський журналіст, головний редактор освітнього проєкту Arzamas, колишній головний редактор журналу «Большой город», директор зі спецпроєктів журналу The New Times, ведучий програми «Дзядко3» на телеканалі «Дождь», член Координаційної ради опозиції.

## Біографія
У 1999 році закінчив ліцей «Воробйові гори». У 2004 році закінчив навчання на кафедрі античної культури Інституту історії й філології Російського державного гуманітарного університету (РДГУ). Під час навчання друкувався в журналі «Недоторканний запас». У 2007 році захистив кандидатську дисертацію з теми: «Культурна програма А. Ф. Мерзлякова в контексті літературного руху 1800-1810-х рр.» З 2004 року працював редактором відділу культури «Політ.ру», вів програму на «Радіо Культура», був редактором журналу Esquire, редактором книжкової серії «Вільна людина» «Нового видавництва», редактором книжкової серії «Опір». Входив до ініціативної групи з висунення дисидента Володимира Буковського кандидатом у президенти Росії.
З 2007 — головний редактор журналу «Большой город».
З травня 2010 року разом з рідними братами Тихоном і Тимофієм вів щотижневу публіцистичну програму «Дзядко3» на телеканалі «Дождь».

У червні 2012 року був звільнений з посади головного редактора журналу «Большой город». За словами власника «БГ» Олександра Винокурова, Філіп Дзядко був звільнений в зв'язку з відмовою змінювати контент журналу для поліпшення аудиторних показників і більшої привабливості для рекламодавця. 
|                                                                  | Прибутковість журналу — річ, звісно, важлива, але всі розуміють, що рівень тиску, якого зазнають ваші інвестори, для них, очевидно, зашкалив. У кожного своя червона межа спротиву. Вони, очевидно, вирішили, що жертва пішака (вибачте) важливіша для збереження слона (Slona) і ферзя (Дождя). |
| — Олексій Венедиктов головний редактор радіостанції «Ехо Москви» | |

|                                                                | Я думаю, що його, звісно, поперли з політичних міркувань, тому що його журнал був достатньо опозиційним. Влада проводить зачистку інформаційного поля як може. |
| — Андрій Васильєв, колишній редактор видавництва «Коммерсантъ» | |

 У вересні 2012 став директором зі спецпроєктів журналу The New Times. Разом з колишнім артдиректором «Великого міста» Юрієм Остроменцкім придумав новий макет журналу The New Times.
Брав участь разом з Петром Мансілья-Круз в роботі над розвитком музею Булгакова.
Філіп Дзядко і засновник сайту «Теорії і практики» Данило Петрушев заснували проєкт «Arzamas». Сайт був запущений вранці 29 серпня 2015 року.

## Філіп Дзядко в Координаційній раді опозиції
22 жовтня 2012 Філіп Дзядко був обраний в Координаційну раду опозиції.

|                 | Я переконаний, що КР повинна почати свою роботу з обміркування максимально маштабної акції або акцій на підтримку політв'язнів. Я сподіваюся, що люди, що стали членами КР, зможуть максимально довго залишатися на спільних позиціях з ключових питань: підтримка тих, проти кого застосовуються репресії, максимальне залучення громадської уваги і до проблеми політв'язнів, і до інших цілей руху ненасильницького опору. |
| — Філіп Дзядко, | |

## Філіп Дзядко в кіно
Філіп Дзядко став одним з героїв документального проєкту «Термін» (Lenta.doc) Олексія Пивоварова, Павла Костомарова та Олександра Расторгуєва.

## Нагороди
У 2011 році програма «Дзядко3» телеканалу «Дощ» отримала приз «Клубу телепреси» в номінації «Подія сезону».

## Родина
- Бабуся — Зоя Крахмальнікова (1929—2008) — літературознавець, православна письменниця, публіцист, правозахисниця, учасниця радянського дисидентського руху.
- Дід Фелікс Свєтов (1927—2002) — російський радянський письменник, дисидент.
- Прадід — Григорій (Цві) Фрідлянд, видатний радянський історик-марксист та перший декан історичного факультету МДУ.
- Мати — журналіст і правозахисник Зоя Свєтова.
- Батько — Дзядко Віктор Михайлович (нар.. 31 жовтня 1955) — програміст.
- Брат — Тимофій Дзядко — редактор журналу «Forbes».
- Брат — Тихон Дзядко — кореспондент і ведучий ефіру радіостанції «Ехо Москви».